# Vicente Garrido Genovés
Vicente Garrido Genovés (València, 1958) és un criminòleg i psicòleg valencià. El 1980 es va graduar en criminologia per l'Institut de Criminologia de la Universidad Complutense de Madrid i el 1984 es va doctorar en psicologia per la Universitat de València, de la qual és professor associat en psicologia penal i d'educació correccional. Va completar els estudis amb un postgraduat en la Universitat d'Ottawa (Canadà) el 1986. També és professor visitant des del 1991 de la Societat Britànica de Psicologia en la Universitat de Salford (Regne Unit).
Va ser assessor de la Direcció General d'Institucions Penitenciàries de l'Estat espanyol, així com del Servei de Rehabilitació del Departament de Justícia de Catalunya en diverses ocasions i va formar part de la Comissió que va elaborar la Llei Reguladora de Responsabilitat Jurídica del Menor aprovada el 2000. Entre el 1997 i el 1999 va exercir de consultor de Nacions Unides per a la prevenció de la delinqüència juvenil a l'Amèrica Llatina, tot supervisant programes a l'Argentina, Xile, Costa Rica i l'Uruguai.
És autor de llibres especialitzats i de referència per a experts, així com de nombrosos articles en revistes de l'Estat espanyol, el Regne Unit i els Estats Units, entre les quals hi ha la Revista de Educación Correccional, l'Anuari de l'Educació Correccional i Comportamiento Penal y Salud Mental. Ha estat membre del consell editorial de diverses revistes a l'Estat espanyol i altres països. Destaquen els seus estudis sobre la figura del delinqüent sexual, el delinqüent psicòpata i el delinqüent drogoaddicte des del punt de vista psicològic.
Ha dirigit nombroses investigacions sobre àmbits molt diversos de la criminologia, de la psicologia de la delinqüència i de l'educació correccional, en l'anàlisi sobre diferents àmbits com el tractament penal de la conducta i la prevenció de delictes juvenils i l'eficàcia dels programes correccionals. El Ministeri de Justícia espanyol li va concedir el 1999 la Creu de Sant Raimon de Penyafort.
Ha aparegut amb freqüència en televisió com a convidat en programes especials o informatius d'À Punt (L'hora fosca), Televisió Espanyola (Informe Semanal, Enfoque), TV3 (Milenium), Antena 3 (Espejo público), Cuatro (Cuarto Milenio) i Tele 5. També ha col·laborat en premsa (La Vanguardia, El Mundo, El País, La Razón, El Correo, Tiempo) i a la ràdio.

## Obres
- Garrido, Vicente. Técnicas de Tratamiento para Delincuentes (en castellà).  Editorial Universitaria Ramón Areces, 1993.
- Garrido, Vicente. Educación Social para Delincuentes (en castellà).  València: Tirant Lo Blanch, 1997. ISBN 9788480025638.
- Garrido, Vicente. Diccionario de Criminología (en castellà).  València: Tirant Lo Blanch, 1998.
- Garrido, Vicente; Stangeland, Per; Redondo Illescas, Santiago. Principios de Criminología (en castellà).  València: Tirant Lo Blanch, 2001. ISBN 9788484424017.
- Garrido, Vicente. Amores que matan: acoso y violencia contra las mujeres (en castellà).  Alzira: Algar, 2002.
- Garrido, Vicente. El psicópata: Un camaleón en la sociedad actual (en castellà).  Alzira: Algar, 2003.
- Garrido, Vicente. Cara a cara con el psicópata (en castellà).  Ariel, 2004.
- Garrido, Vicente. ¿Qué es la Psicología Criminológica? (en castellà).  Biblioteca Nueva, 2005.
- Garrido, Vicente. Manual de Intervención Educativa en Readaptación Social: Fundamentos de la Intervención (en castellà). Vol. I.  València: Tirant lo Blanch, 2005.
- Garrido, Vicente. Manual de Intervención Educativa en Readaptación Social: Fundamentos de la Intervención (en castellà). Vol. II.  València: Tirant lo Blanch, 2005.
- Garrido, Vicente. Antes que sea tarde: Como prevenir la tiranía de los hijos (en castellà).  Nabla Ediciones, 2007. ISBN 978-84-935926-0-8.
- Garrido, Vicente; Graña Gómez, José Luis; González Cieza, Luis. Reincidencia Delictiva en Menores Infractores de la Comunidad de Madrid: Evaluación, Características Delictivas y Modelos de Predicción (en castellà).  Madrid: Agencia De La Comunidad De Madrid Para La Reeducación Y Reinserción Del Menor Infractor, 2007.
- Garrido, Vicente; Sobral, Jorge; González Cieza, Luis. La investigación criminal: La psicología aplicada al descubrimiento, captura y condena de los criminales (en castellà).  Nabla Ediciones, 2008. ISBN 978-84-935926-8-4.
- Garrido, Vicente; Sobral, Jorge; González Cieza, Luis. Mientras vivas en casa: Habilidades y Práctica de la Inteligencia Educacional (en castellà).  Versátil, 2009.